# Burg Pottenstein

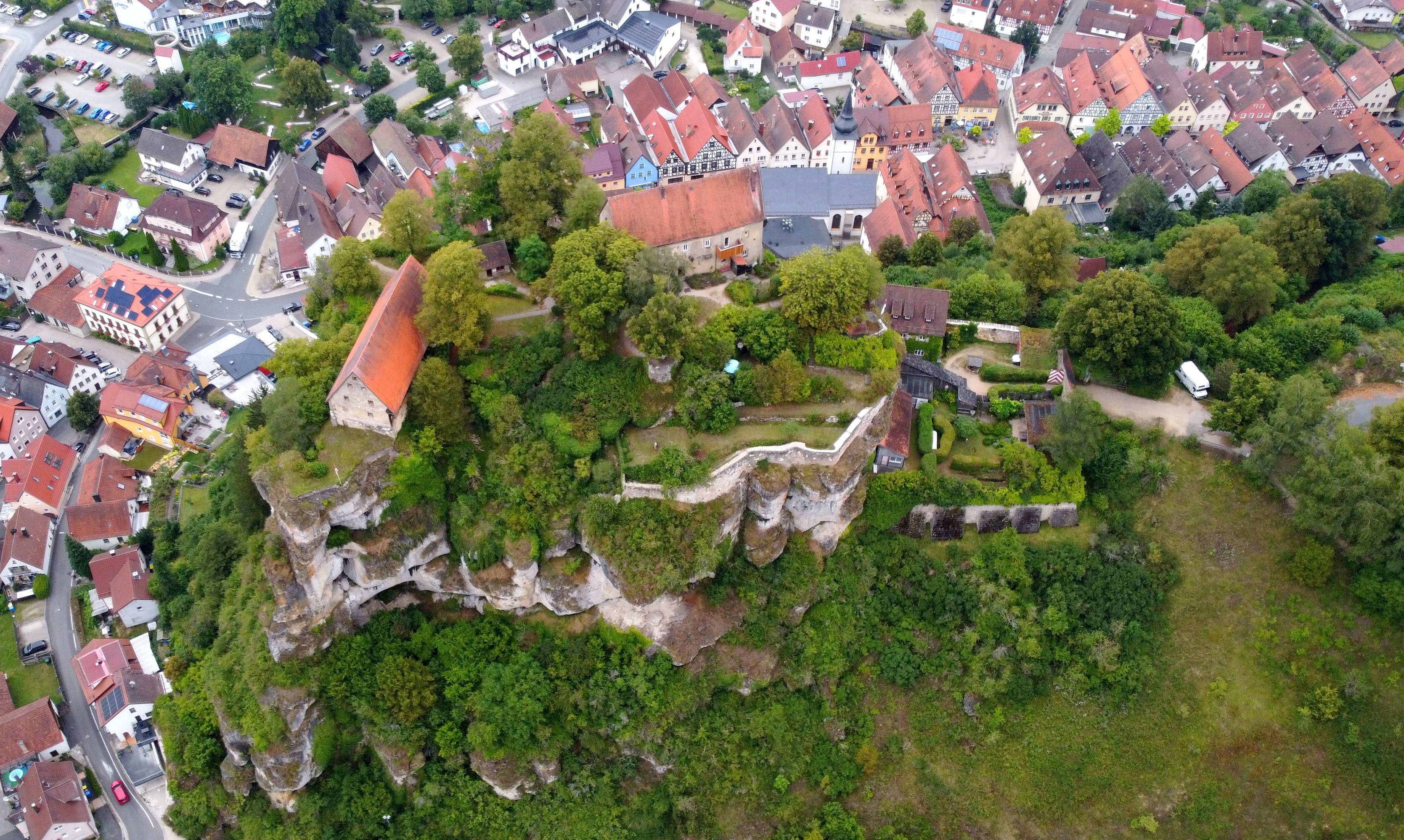
Luftbild der Burg Pottenstein aus südlicher Richtung

Burg Pottenstein ist eine der ältesten Burgen der Fränkischen Schweiz und beherbergt ein Burgmuseum. Sie erhebt sich auf einem Felsen über der gleichnamigen Stadt Pottenstein im oberfränkischen Landkreis Bayreuth in Bayern.
Die Burg und das Burgmuseum sind gegen Eintrittsgebühr zu besichtigen.

## Geographische Lage
Die Spornburg befindet sich im Naturpark Fränkische Schweiz-Frankenjura auf ungefähr 410 Meter Höhe auf einem nach Westen vorgeschobenen Bergsporn zwischen den Tälern der Püttlach und des Weihersbaches, unmittelbar südöstlich über der Stadt Pottenstein, etwa 22 Kilometer südwestlich von Bayreuth.
In der Nähe befinden sich noch weitere Burgen: westlich die Burg Gößweinstein, die Burg Kohlstein und die beiden Burgruinen in Tüchersfeld, östlich die Burgruine Hollenberg und die Burgställe Wartberg und Böheimstein.
Die Felsburg der Burg Pottenstein ist vom Bayerischen Landesamt für Umwelt als bedeutendes Geotop (Geotop-Nummer: 472R157) ausgewiesen.

## Geschichte der Burg

### Die Gründung der Burg Pottenstein
Der Ort Pottenstein war um das Jahr 1050 im Besitz des Markgrafen Otto von Schweinfurt und kam nach seinem Tode im Jahr 1057 an seine dritte Tochter Judith.
Judith war in ihrer ersten Ehe mit Herzog Kuno von Bayern verheiratet. Nachdem Kuno 1055 gestorben war, heiratete Judith um das Jahr 1057 Boto, den jüngeren Bruder des Pfalzgrafen Aribo II. aus dem edelfreien Geschlecht der Aribonen. Er nannte sich 1070 comes de Potensteine, also Graf von Pottenstein.
Boto erbaute die Burg, die seinen Namen trägt (Stein des Boto), zwischen 1057 und 1070.
Burg Pottenstein diente vermutlich ursprünglich zur Sicherung des Gebietes zwischen Obermain und Pegnitz nach Südosten.
Für die Gründung der Burg durch König Konrad I. schon in den Jahren um 918 gibt es keine eindeutigen urkundlichen Nachweise.

### Die bischöflich-bambergische Amtsburg

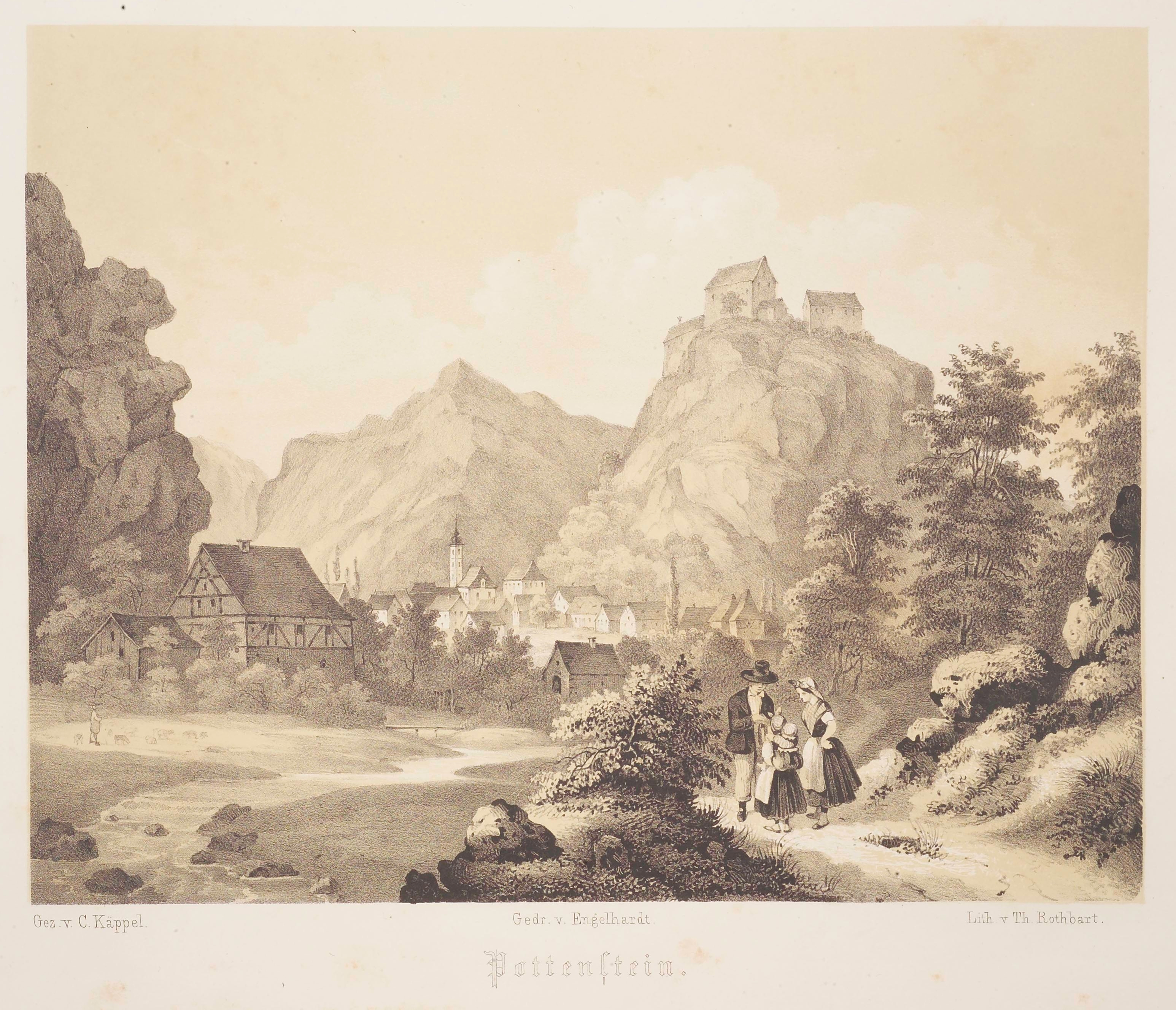
Burg Pottenstein aus nordwestlicher Richtung, Lithografie (um 1840) von Theodor Rothbarth nach einer Zeichnung von Carl Käppel

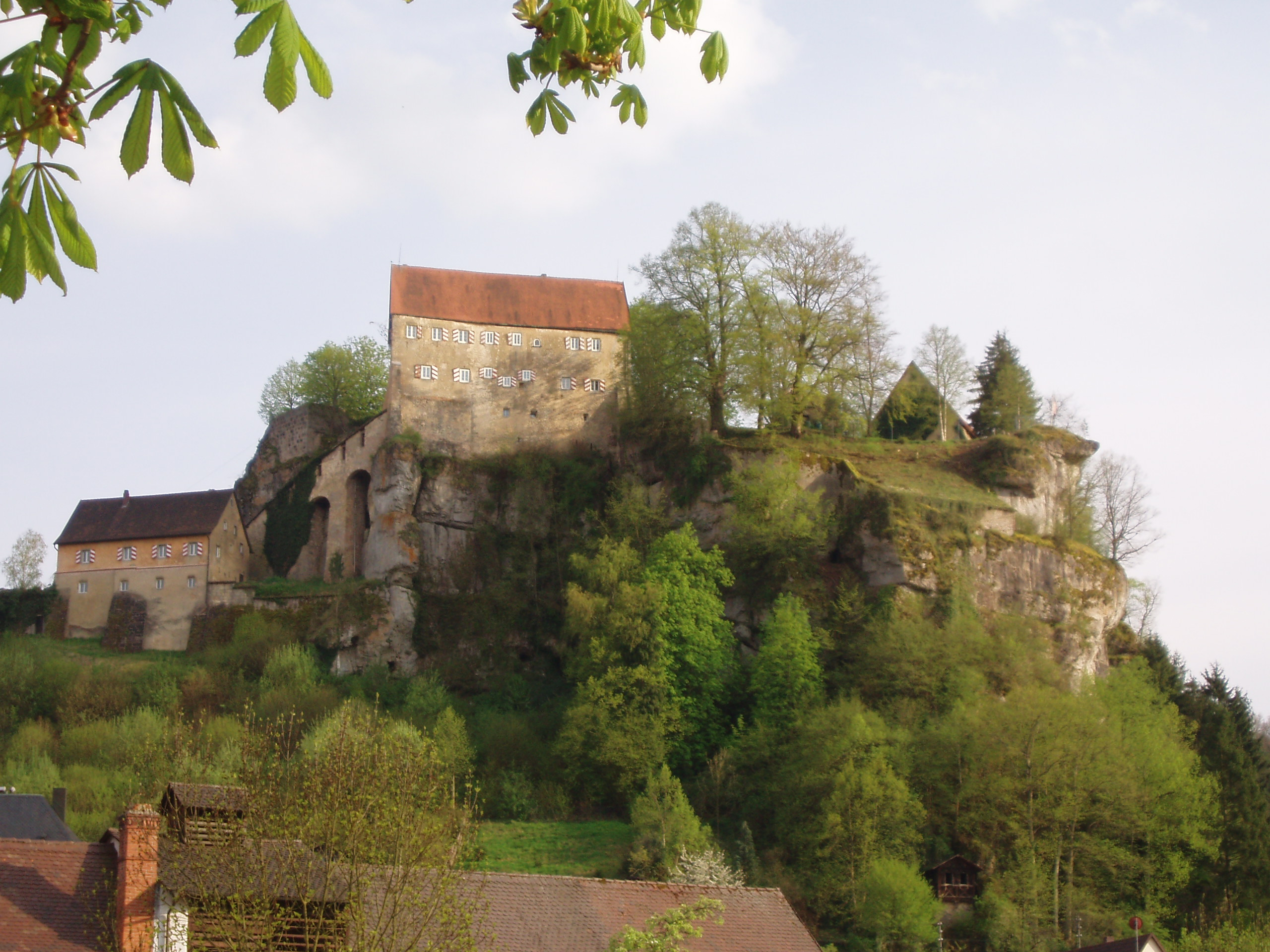
Burg Pottenstein aus nördlicher Richtung

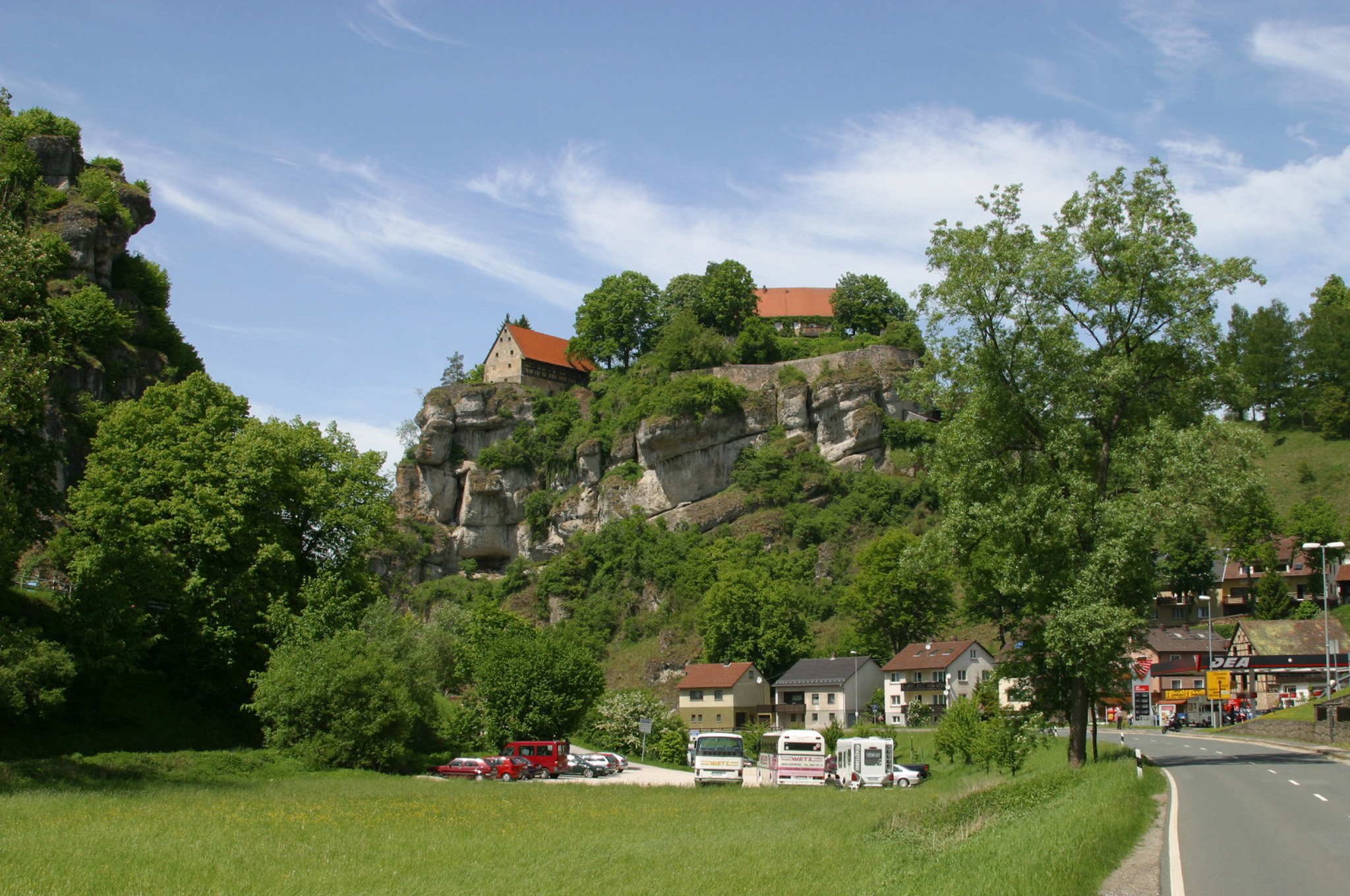
Burg Pottenstein aus südlicher Richtung

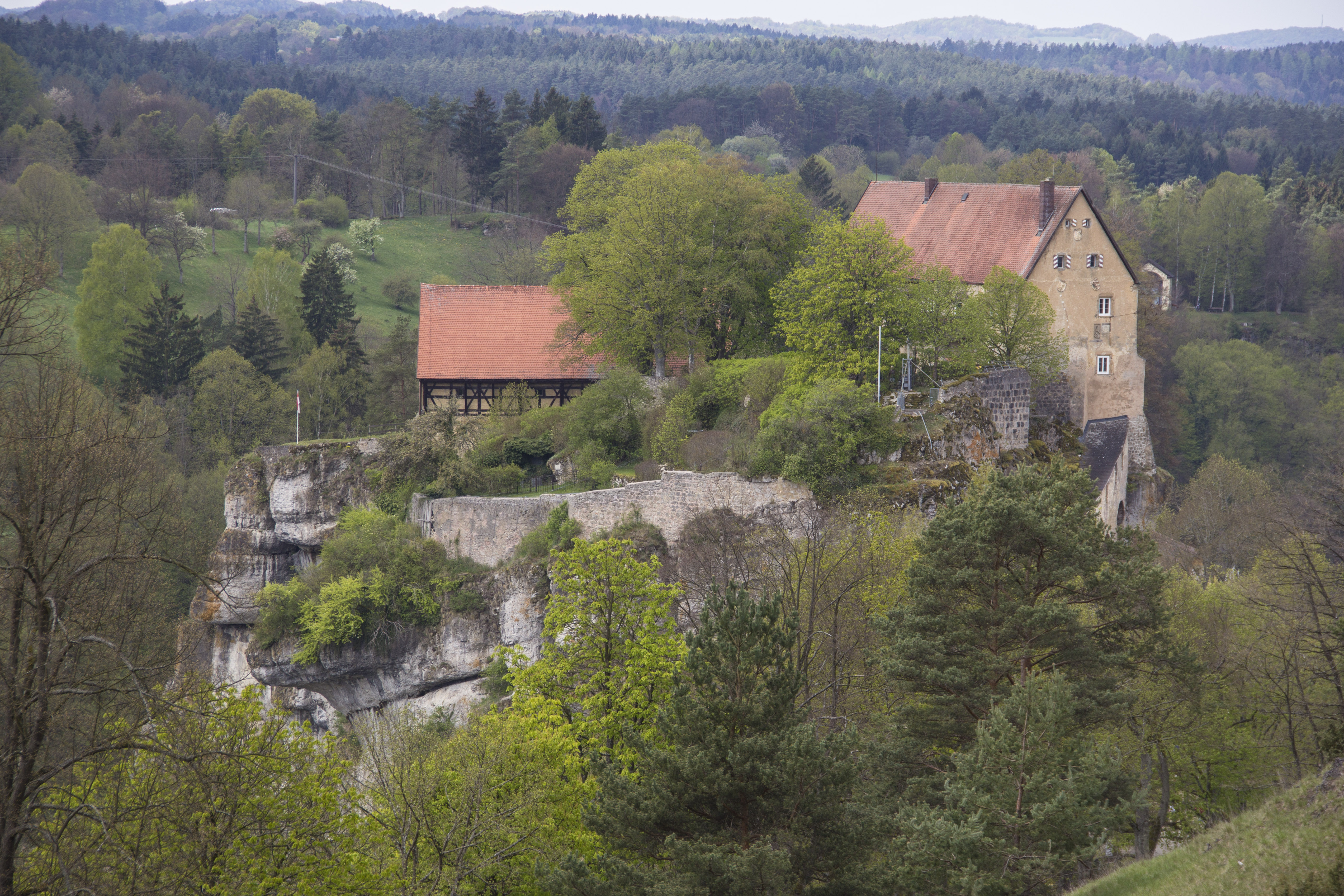
Burg Pottenstein aus östlicher Richtung (Naturschutzgebiet)

Die Ehe von Judith und Boto blieb kinderlos. Judith starb bereits 1066, Boto im Jahr 1104 ohne eigene Erben und wurde im Kloster Theres begraben. 
Aus der Tatsache, dass sich die Burg nicht unter den Erwerbungen von Otto I., dem Heiligen, ab 1102 Bischof von Bamberg, befand, lässt sich schließen, dass Boto die Burg noch zu seinen Lebzeiten vor oder in dem Jahr 1102 an das Bistum Bamberg verkauft hat.
Die Burg war in den Jahren um 1118 und 1121 Aufenthaltsort von Bischof Otto I.
In den folgenden Jahrhunderten wurde die Burg Pottenstein an eine bischöflich-bambergische Ministerialenfamilie übergeben, die sich auch nach der Burg benannte. Der älteste bekannte Angehörige des Geschlechtes war ein Wezelo von Pottenstein um das Jahr 1121; 1169 gab es einen Rapoto von Pottenstein. Ihm folgte Erchenbert oder Erchenbrecht von Pottenstein von 1185 bis 1221, er war auch ab etwa 1207 bischöflich-bambergischer Truchsess. Auch sein Bruder Heinrich nannte sich von Pottenstein. Es folgten noch weitere Mitglieder des Geschlechtes, unter anderem ein Konrad von Pottenstein zwischen 1240 und 1248, er war ab 1242 Domkanoniker.
Im Frühjahr 1228 diente die Burg Pottenstein der Heiligen Elisabeth, Landgräfin von Thüringen, für einige Wochen als Aufenthaltsort.
Zwischen den Jahren 1323/1327 und 1348 wurde die Burg Sitz eines bambergischen Amtes. 1348 war ein Gebhard Storo Amtmann in Pottenstein.
Pottenstein war Zentrum eines ausgedehnten Hochgerichtssprengels.
Der Amtsbereich Pottenstein vergrößerte sich durch die Einverleibung kleinerer bischöflicher Ämter, 1492 des Amtes Tüchersfeld, 1594 des Amtes Leienfels und zwischen 1628 und 1636 des Amtes Gößweinstein.
Seit Anfang des 14. Jahrhunderts wurde die Burg von einem Vogt verwaltet, er hatte seinen Sitz im Vogteihaus in der Unterburg.
Dieses Vogteihaus wurde 1728 und 1743 als „alte Vogtei“ bezeichnet, der Vogt zog wohl 1728 in ein Gebäude in der Stadt, spätestens 1748 bezog er das Vogthaus, das 1745 gekauft und 1748/1749 umgebaut worden war. Als Grund wurde der beschwerliche Anstieg zum Bergschloss angegeben.
Der einzige bekannte adlige Vogt war Walter von Streitberg 1332, die späteren Vögte, die Ende des 16. Jahrhunderts auftraten, waren bürgerlichen Standes.
Ab 1500 nannten sich die Amtleute Pfleger, sie hatten ihren Sitz in der sogenannten Kemenate in der Oberburg. 1750 zog der Pfleger von der Burg ebenfalls in das Vogthaus in der Stadt. Die Burg wurde als Amtssitz aufgegeben und diente als Getreideschüttboden.

### Kriegerische Ereignisse

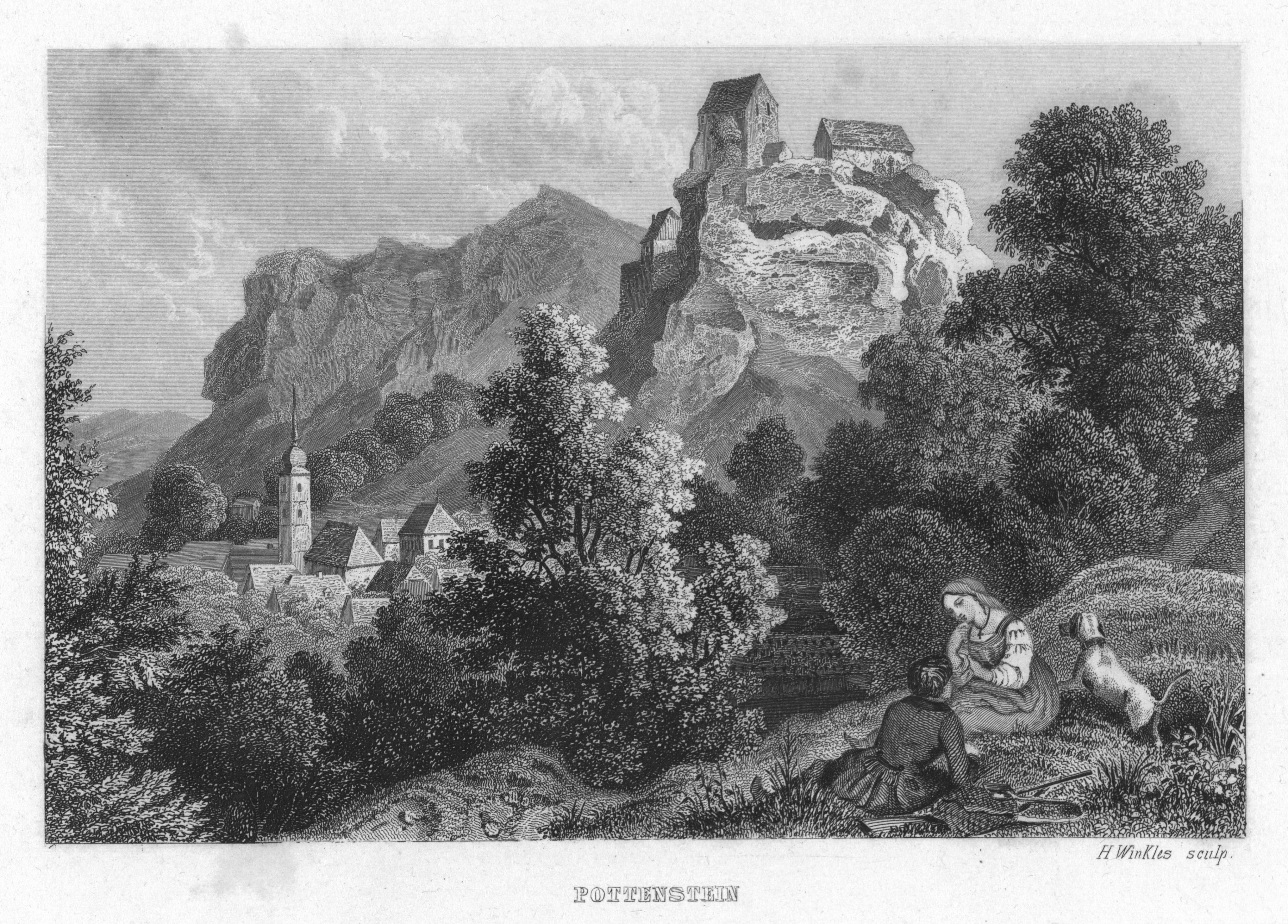
Burg Pottenstein aus nordwestlicher Richtung, Stahlstich (1840) von Henry Winkles

Während der erbitterten Kämpfe 1125 zwischen König Lothar III. und dem staufischen Gegenkönig Konrad III. wurde die Stadt Pottenstein ein Raub der Flammen. Die Burg blieb verschont.
Im Bauernkrieg wurde sie zwar von den Bauern 1525 besetzt und ausgeplündert, aber aus Angst, dass herabstürzende und brennende Trümmer auch Häuser in der darunterliegenden Stadt beschädigen könnten, nicht ausgebrannt. Außerdem wären die Bauern damit ohne Schutz gegen die Truppen der Pfalz- und Markgrafen sowie die der Stadt Nürnberg geblieben.
Schwere Zerstörungen brachte der Zweite Bundesständische Krieg, in dem Albrecht Alcibiades, Markgraf von Brandenburg-Kulmbach und Bayreuth zahlreiche Raubzüge und Plünderungen unternahm, die zur Zerstörung vieler Orte und Burgen im Reich, insbesondere in Franken, führten.
Die Burg Pottenstein wurde am 18. Mai 1553 von markgräflichen Truppen beschossen und eingenommen. Dabei wurde unter anderem die Kapelle auf der Oberburg zerstört, sie wurde nach 1553 nicht mehr genannt.
Die Schadenssumme von 20.000 Gulden zeigt, dass nicht nur die Vorburg erobert wurde.
Im Dreißigjährigen Krieg scheiterte 1634 ein Überfall des schwedischen Obersten Cratz auf die Burg. Ein Trompeter, der vorgab, von den kaiserlichen Truppen abgesandt worden zu sein, erschien vor der Burg. Man ließ ihn über die Zugbrücke ein, als man aber bemerkte, dass außen Feinde warteten, zog man die Zugbrücke schleunigst hoch. Der gefangene Trompeter wurde nach seiner Bekehrung zum katholischen Glauben hingerichtet.
Während des Spanischen Erbfolgekrieges wurde 1703/1704 eine Garnison in die Burg gelegt, sie war noch 1708 und 1712 von den Soldaten besetzt. 1703 wurde in den schon baufälligen Bergfried ein Backofen für die Garnison eingebaut. Aus späterer Zeit sind keine kriegerischen Ereignisse um die Burg Pottenstein mehr gemeldet. Nach dem Stadtbrand des Jahres 1736 verwendeten die Pottensteiner Bürger die Steine des Turms für den Wiederaufbau ihrer Häuser.

### Verkauf der Burg an privat

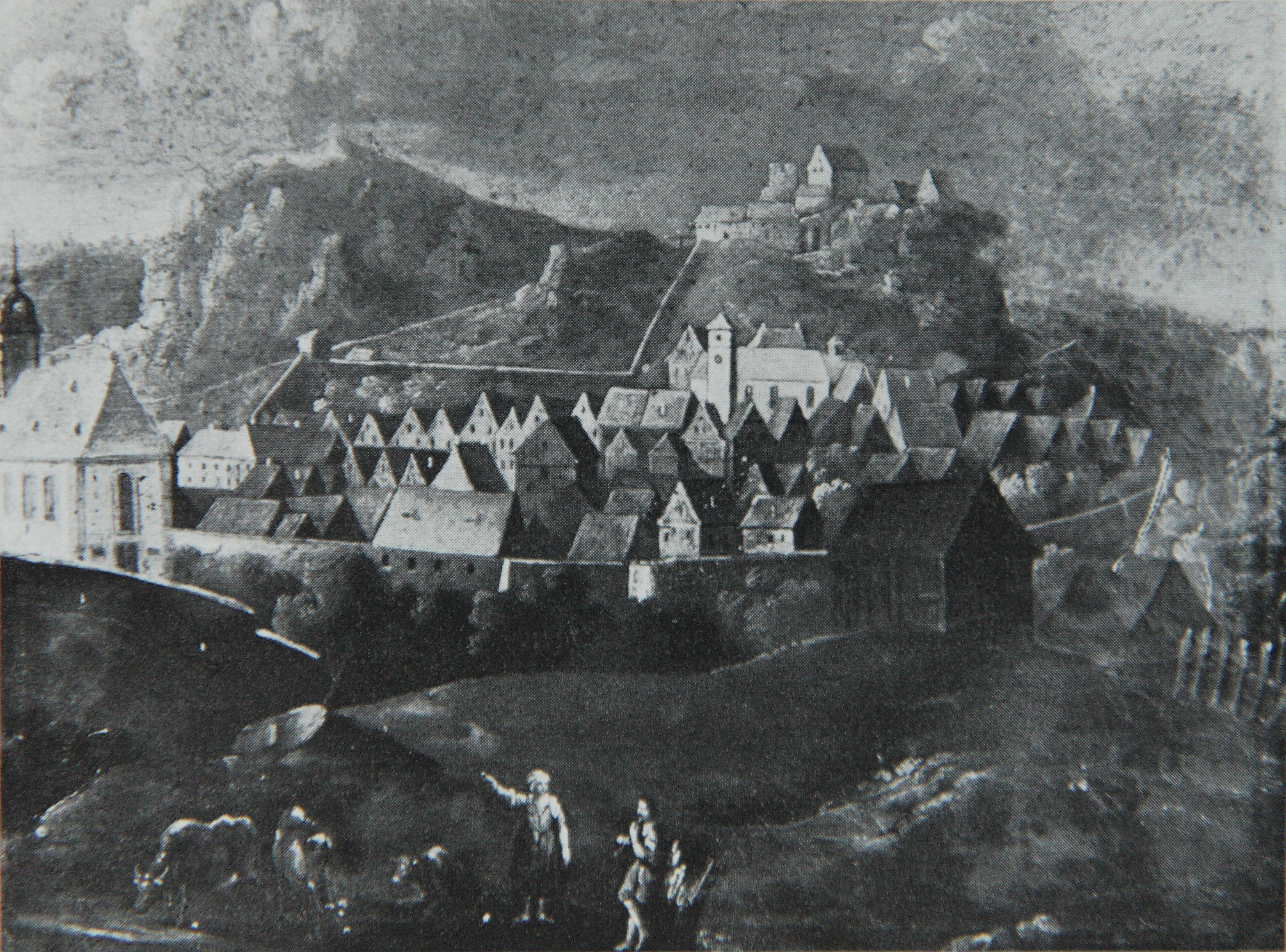
Stadt und Burg Pottenstein aus nördlicher Richtung, nach einem Ölgemälde von Sebastian Förtsch aus dem Jahr 1802

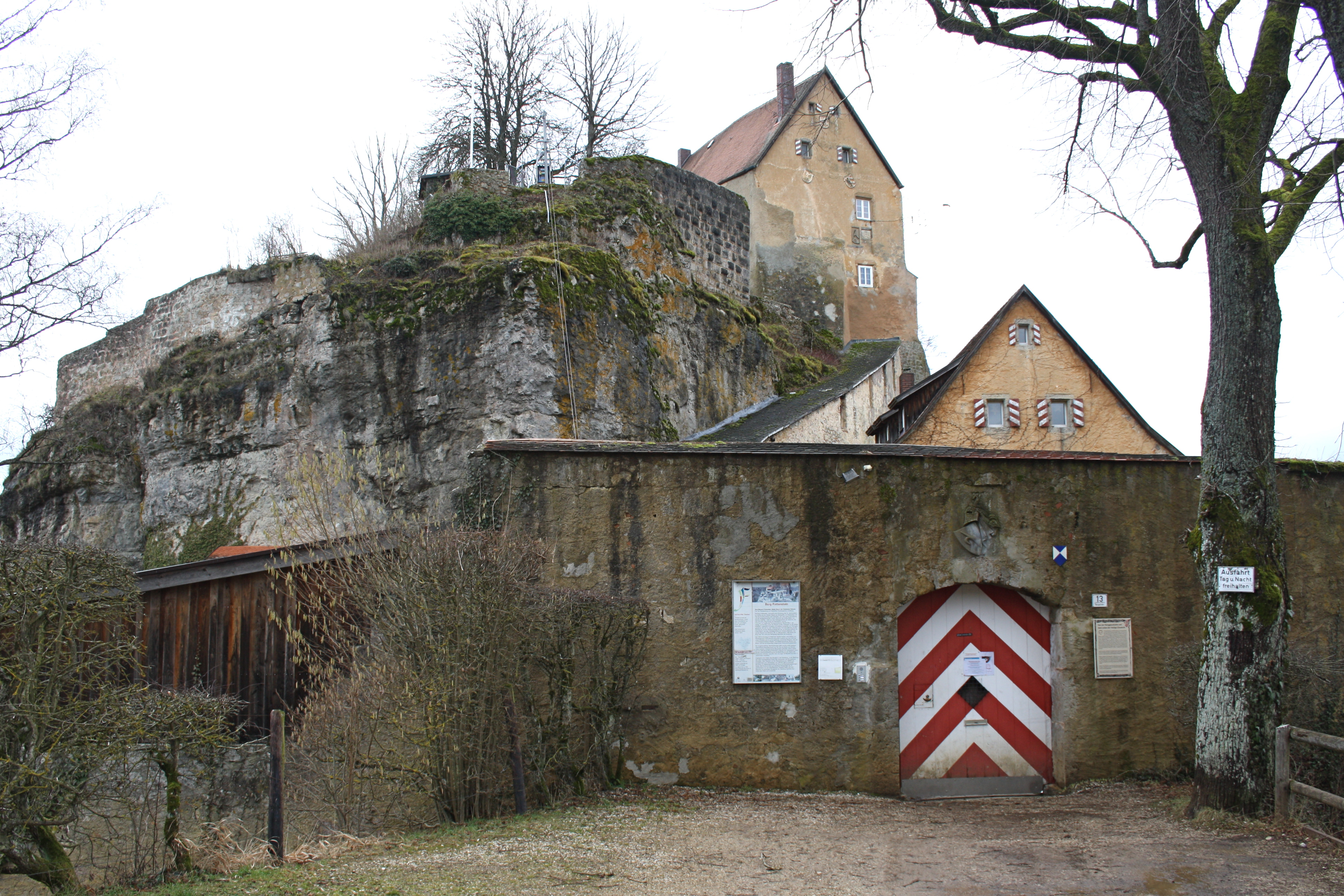
Torseite der Burg

Nach dem Übergang des Bistums 1803 an den bayerischen Staat während der Säkularisation verfiel die Burg.

Im Jahr 1878 kam sie in den Besitz des Nürnberger Apothekers Heinrich Kleemann, dem die Erhaltung der zu dieser Zeit ruinösen und vom Abriss bedrohten Burg zu verdanken ist. Nach seinem Tod im Jahre 1890 verkaufte seine Witwe die als Sommersitz genutzte Burg im Jahr 1900.
1918 wurde die Burg Pottenstein vom Vater des 2006 verstorbenen Burgherren Winzelo Freiherr von Wintzingerode mit Stammsitz auf der Burg Bodenstein in Thüringen erworben. Sein Lebenswerk war der Aufbau des Museums und die laufende Renovierung der Burganlage. Die Burg ist noch im Besitz der Familie.
Die Burg ist heute ein von privater Hand geführtes und bewohntes Museum, in dem vor- und frühgeschichtliche Objekte, eine Waffensammlung, Bücher, Autographen und drei als Ensemble eingerichtete Schauräume zu sehen sind.
An den Aufenthalt der heiligen Elisabeth im Jahr 1227–1228 erinnert das als Gedenkzimmer eingerichtete Elisabethzimmer im ehemaligen Wohnturm, dem Westteil des Palas.
Zugänglich sind das obere Hauptgebäude (Rittersaal, Roter Salon, Elisabethzimmer), Reste des ehemaligen Bergfrieds, das Brunnenhaus (Porzellan, Glas, Keramik und volkskundliche Objekte) und die Zehntscheune (mit Zehntwesenausstellung, einer Ausstellung zur neueren Geschichte der Burg und wechselnden Sonderausstellungen).
Neben dem Eindruck einer gut erhaltenen Burganlage des 16. Jahrhunderts mit mittelalterlicher Substanz bietet sich dem Besucher im Burggarten ein Ausblick über Stadt und Landschaft.

### Der Mord auf der Burg
Am 2. April 1866 erschlug der gerade aus dem Gefängnis Bayreuth entlassene Max Söhnlein mit einer Breithaue die Ehefrau des Schlosswärters in Gegenwart ihres Kleinkinds. Max Söhnlein war der Sohn eines früheren Schlosswärters und beging den Raubmord zur Verdeckung einer Straftat. Er wollte Kleidung und Geld stehlen, als er merkte, dass seine Eltern nicht mehr auf der Burg wohnten. Er wurde kurz darauf in Pegnitz verhaftet und am 7. Mai 1866 vom Schwurgericht in Bayreuth zu einer lebenslangen Freiheitsstrafe verurteilt. Aufgrund seiner Jugend – er war erst 20 Jahre alt – konnte die sonst übliche Todesstrafe nicht verhängt werden.